# Ей Ди Ем
Ей Ди Ем (абревиатура от английски – Archer-Daniels-Midland), е американска мултинационална корпорация за преработка на храни и стоки, основана през 1902 г., със седалище в Чикаго, щат Илинойс.
Компанията е една от най-големите в света, които се занимават с преработка на земеделска продукция с цел осигуряване на хранителни продукти. ADM има над 38 хил. служители в 140 държави по света, 300 съоръжения за производство и 40 иновационни центъра. Произвежда хранителни продукти (включително и за животни), както и химикали и енергийни източници от селскостопанска продукция, предоставя и услуги за съхранение и транспорт на селскостопански продукти.
Американската компания за речен транспорт, заедно с Ей Ди Ем Тръкинг са дъщерни дружества на AЕй Ди Ем.
В България компанията има завод за производство на високо-фруктозен сироп от царевица (HFSS) „АДМ Разград“, разположен в гр. Разград.